# Pas (mechanika)
Pas, w dwuteownikach też półka, w teownikach też stopa, w ceownikach też ramię – konstrukcyjna część dźwigara (kratownicy, belki, blachownicy) pracująca głównie na ściskanie lub rozciąganie, wywołane zginaniem tego dźwigara. W kształtownikach jest ona prostopadła do środnika.
W kratownicach pasem (górnym lub dolnym) nazywany jest ciąg prętów zamykających zewnętrzny kontur konstrukcji. 
W dźwigarach kształtownikowych lub blachownicowych przekroje poprzeczne pasów (półek) mogą być ukształtowane w taki sposób, że w kierunku środnika ich grubość się zwiększa, co podwyższa wytrzymałość dźwigara.